# Horní Bukovina
Horní Bukovina település Csehországban, a Mladá Boleslav-i járásban. Horní Bukovina Rokytá, Mukařov, Jivina, Klášter Hradiště nad Jizerou és Bílá Hlína településekkel határos. Lakosainak száma 261 fő (2024. január 1.).

## Népesség
A település lakosságának változását az alábbi diagram mutatja:
| Lakosok száma | 497  | 517  | 448  | 260  | 216  | 206  | 254  | 245  | 240  | 261  |
|               | 1869 | 1890 | 1921 | 1950 | 1980 | 2001 | 2017 | 2019 | 2022 | 2024 |